# 1711
Il 1711 (MDCCXI in numeri romani) è un anno  del XVIII secolo.

## Eventi
- Georg Friedrich Haendel si trasferisce a Londra e vi rappresenta il Rinaldo.
- Estienne Roger pubblica ad Amsterdam L'estro armonico, una raccolta di dodici concerti di Antonio Vivaldi.
- In Libia si stabilisce un nuovo regno autonomo sotto la dinastia Karamanli, che durerà fino al 1835.
- Bartolomeo Cristofori inventa e mette a punto il pianoforte, successivamente perfezionato dal tedesco Gottfried Silbermann.
- In Inghilterra il suonatore di tromba John Shore inventa il diapason.
- Tomaso Albinoni pubblica le 12 sonate per violino e violoncello o clavicembalo op. 6, con il titolo di Trattamenti armonici per camera.
- 13 aprile – Il secondo decreto di Nueva Planta restituisce in parte il diritto aragonese.
- 23 luglio – Lo zar Pietro il Grande, sconfitto dalle truppe ottomane del Gran visir Baltaji Mehmet Pascha, è costretto a firmare la pace del Prut.
- 5 agosto - 12 settembre – Assedo di Bouchain: Episodio della guerra di successione spagnola, fu l'ultima delle grandi vittorie di John Churchill, I duca di Marlborough. Il duca inglese riuscì a rompere le linee difensive francesi e a prendere Bouchain dopo 34 giorni d'assedio.
- 22 agosto – Spedizione di Québec: Fu un tentativo inglese di conquistare la capitale francese del Canada, Québec, come parte del teatro della Guerra di successione spagnola in Nord America. Esso fallì quando sette trasporti e una nave cargo vennero affondati e 850 soldati annegarono nel peggior disastro della storia navale inglese.
- 12 ottobre – L'arciduca Carlo d'Asburgo diviene imperatore con il nome di Carlo VI; succede al fratello l'imperatore Giuseppe I.
- 12 dicembre – A Bologna viene fondato l'Istituto delle Scienze ad opera di Luigi Ferdinando Marsigli.

## Nati

### Gennaio
- 1º gennaio - Franz von der Trenck, militare austriaco († 1749)
- 3 gennaio - Giuseppe Maria Capece Zurlo, cardinale e arcivescovo cattolico italiano († 1801)
- 9 gennaio - Giambattista Suardi, matematico italiano († 1767)
- 12 gennaio - Gaetano Latilla, compositore italiano († 1788)
- 14 gennaio - Vespasiano Ripa Buschetti di Giaglione, nobile italiano († 1770)
- 25 gennaio - Paolo Maria Parrino, presbitero, letterato e storico italiano († 1765)
- 28 gennaio - Antonio Branciforte Colonna, cardinale e arcivescovo cattolico italiano († 1786)
- 29 gennaio - Giuseppe Bonno, compositore austriaco († 1788)
- 30 gennaio - Abraham Roentgen, ebanista tedesco († 1793)

### Febbraio
- 2 febbraio - Wenzel Anton von Kaunitz-Rietberg, diplomatico e politico austriaco († 1794)
- 9 febbraio - Anthony Ashley-Cooper, IV conte di Shaftesbury, politico e filantropo inglese († 1771)
- 12 febbraio - Jacopo Marieschi, pittore italiano († 1794)
- 16 febbraio - Aleksandra Ivanovna Panina, nobildonna russa († 1786)
- 25 febbraio - John Perceval, II conte di Egmont, politico inglese († 1770)

### Marzo
- 7 marzo - Giovanni Battista Jurileo, vescovo cattolico dalmata († 1788)
- 12 marzo - Giovanni Battista Peregrini Albrici, vescovo cattolico italiano († 1764)
- 19 marzo - Jan Josef Brixi, compositore e organista ceco († 1762)
- 24 marzo - William Brownrigg, medico, chimico e imprenditore britannico († 1800)

### Aprile
- 22 aprile - Paolo II Antonio Esterházy, nobile, militare e diplomatico († 1762)
- 22 aprile - Eleazar Wheelock, pastore protestante, educatore e filantropo statunitense († 1779)
- 26 aprile - Jeanne-Marie Leprince de Beaumont, scrittrice francese († 1780)

### Maggio
- 7 maggio - David Hume, filosofo scozzese († 1776)
- 7 maggio - Benedetto dal Buono, pittore italiano († 1775)
- 10 maggio - Federico di Brandeburgo-Bayreuth, principe († 1763)
- 10 maggio - Agostino Antonio Giorgi, orientalista e bibliotecario italiano († 1797)
- 17 maggio - Agustín de Jáuregui, militare e politico spagnolo († 1784)
- 18 maggio - Ruggero Giuseppe Boscovich, gesuita, astronomo e matematico dalmata († 1787)
- 22 maggio - Guillaume du Tillot, politico francese († 1774)
- 23 maggio - Ulrika Sparre, nobildonna svedese († 1768)

### Giugno
- 7 giugno - François Jacquier, matematico e fisico francese († 1788)
- 23 giugno - Giovanni Battista Guadagnini, liutaio italiano († 1786)

### Luglio
- 1º luglio - Karl Michael von Attems, arcivescovo cattolico austriaco († 1774)
- 2 luglio - Carl Constantin De Carnall, generale e nobile svedese († 1773)
- 5 luglio - Francesco Capella, pittore italiano († 1784)
- 10 luglio - Amelia Sofia di Hannover, principessa britannica († 1786)
- 17 luglio - Pietro Antonio Balestra, pittore italiano († 1789)
- 19 luglio - Giovanni Battista Cambiaso, doge († 1772)
- 21 luglio - Antonio González Ruiz, pittore spagnolo († 1788)
- 26 luglio - Lorenz Christoph Mizler, medico, matematico e editore tedesco († 1778)

### Agosto
- 5 agosto - Bernardo Maria Valera, religioso e poeta italiano († 1783)
- 18 agosto - Giovanni Filippo Antonio San Martino, vescovo cattolico italiano († 1761)
- 19 agosto - Edward Boscawen, ammiraglio e politico britannico († 1761)
- 21 agosto - Bernardo Francisco de Hoyos de Seña, presbitero e mistico spagnolo († 1735)
- 22 agosto - Heinrich von Bibra, vescovo cattolico e abate tedesco († 1788)

### Settembre
- 1º settembre - Guglielmo IV di Orange-Nassau, nobile († 1751)
- 2 settembre - Noël Hallé, pittore e incisore francese († 1781)
- 3 settembre - Anton Ignaz von Fugger-Glött, vescovo cattolico austriaco († 1787)
- 5 settembre - Johannes Nathanael Lieberkühn, medico tedesco († 1756)
- 8 settembre - Flavio Chigi, cardinale italiano († 1771)
- 11 settembre - William Boyce, compositore e organista inglese († 1779)
- 14 settembre - Michele Foschini, pittore italiano († 1770)
- 17 settembre - Ignaz Holzbauer, compositore austriaco († 1783)
- 19 settembre - Charles Holmes, ammiraglio e politico inglese († 1761)
- 20 settembre - Federico Augusto I di Oldenburg, sovrano tedesco († 1785)
- 22 settembre - Thomas Wright, astronomo, matematico e architetto inglese († 1786)
- 23 settembre - Louis Nicolas du Muy, generale francese († 1775)
- 25 settembre - Qianlong, imperatore cinese († 1799)
- 26 settembre - Basilio Gonzaga, nobile italiano († 1782)

### Ottobre
- 15 ottobre - Elisabetta Teresa di Lorena, regina († 1741)
- 17 ottobre - Jupiter Hammon, poeta statunitense
- 26 ottobre - Richard Grenville-Temple, II conte Temple, politico britannico († 1799)
- 29 ottobre - Laura Bassi, fisica italiana († 1778)

### Novembre
- 4 novembre - Ottaviano Cametti, matematico e religioso italiano († 1789)
- 6 novembre - Andrés Piquer, scrittore, filosofo e logico spagnolo († 1772)
- 12 novembre - Carlo de Marco, politico italiano († 1804)
- 19 novembre - Michail Vasil'evič Lomonosov, scienziato e linguista russo († 1765)
- 20 novembre - Ignazio Cirri, compositore, organista e presbitero italiano († 1787)
- 22 novembre - Maurizio Roffredi, biologo e abate italiano († 1805)
- 30 novembre - Ebenezer Kinnersley, fisico inglese († 1778)

### Dicembre
- 2 dicembre - Giovanni Brunacci, storico e numismatico italiano († 1772)
- 4 dicembre - Maria Barbara di Braganza, principessa portoghese († 1758)
- 25 dicembre - Mademoiselle Gaussin, attrice teatrale francese († 1767)
- 25 dicembre - Jean-Joseph de Mondonville, compositore e musicista francese († 1772)

### Senza giorno specificato
- Francesco Raimondo Adami, teologo e collezionista d'arte italiano († 1792)
- Eutichio Ajello, abate, bibliotecario e antiquario italiano († 1793)
- Stefano Bertolini, giurista italiano († 1782)
- Allan Stewart, rivoluzionario scozzese († 1791)
- Felipe de Castro, scultore spagnolo († 1775)
- Romualdo Cilli, architetto italiano († 1768)
- Kitty Clive, attrice teatrale britannica († 1785)
- Antonio Coquinati, pittore italiano († 1733)
- Giovanni Francesco Costa, pittore, architetto e scenografo italiano († 1772)
- Giuseppe Crestadoro, pittore italiano († 1808)
- Panna Czinka, violinista ungherese († 1772)
- Richard Dunthorne, astronomo britannico († 1775)
- Giacinto Fabbroni, pittore italiano († 1783)
- Leto Guidi, monaco cristiano e scienziato italiano († 1777)
- Ishikawa Toyonobu, pittore e incisore giapponese († 1785)
- Françoise Marguerite Janiçon, scrittrice svedese († 1789)
- Katsuma Ryūsui, pittore e incisore giapponese († 1796)
- Stepan Petrovič Krašeninnikov, esploratore, geografo e naturalista russo († 1755)
- Nishimura Shigenobu, pittore e incisore giapponese
- Claude-Adrien Nonnotte, teologo francese († 1793)
- Davide Perez, compositore italiano († 1778)
- Evelyn Pierrepont, II duca di Kingston-upon-Hull, generale e nobile inglese († 1773)
- Hannah Pritchard, attrice teatrale britannica († 1768)
- Francisco Pérez Bayer, teologo spagnolo († 1794)
- Charles-Louis Richard, teologo e storico francese († 1794)
- Eugénio dos Santos, architetto e ingegnere portoghese († 1760)
- Antonio Maria Serristori, politico italiano († 1796)
- Pëtr Ivanovič Šuvalov, politico russo († 1762)
- Pietro Turchi, scultore e intagliatore italiano († 1781)
- Andrea Urbani, pittore e scenografo italiano († 1798)
- John Francis Wade, compositore e musicista britannico († 1786)
- Marie Françoise Catherine de Beauvau, nobile francese († 1786)

## Morti

### Gennaio
- 5 gennaio - Mary Rowlandson, scrittrice britannica (n. 1637)
- 6 gennaio - Quirino Colombani, compositore e violoncellista italiano
- 6 gennaio - Johann Hugo von Orsbeck, arcivescovo cattolico tedesco (n. 1634)
- 10 gennaio - John Manners, I duca di Rutland, politico e ufficiale inglese (n. 1638)
- 16 gennaio - Giuseppe Vaz, presbitero indiano (n. 1651)
- 21 gennaio - Federico Guglielmo Kettler, duca (n. 1692)
- 21 gennaio - Augustinus Terwesten, pittore, disegnatore e incisore olandese (n. 1649)
- 24 gennaio - Jean Berain, pittore, decoratore e incisore francese (n. 1640)
- 26 gennaio - Luis Francisco de la Cerda y Aragón, politico e nobile spagnolo (n. 1660)

### Febbraio
- 1º febbraio - Vladimir Vasil'evič Atlasov, esploratore russo
- 2 febbraio - Livia Cesarini, nobile italiana (n. 1646)
- 3 febbraio - Francesco Maria de' Medici, nobile e cardinale italiano (n. 1660)
- 26 febbraio - Claude Frassen, teologo e filosofo francese (n. 1620)

### Marzo
- 3 marzo - Carlo d'Assia-Wanfried, nobile tedesco (n. 1649)
- 10 marzo - Leopold Matthias von Lamberg, principe e politico austriaco (n. 1667)
- 13 marzo - Nicolas Boileau, poeta, scrittore e critico letterario francese (n. 1636)
- 15 marzo - Eusebio Francesco Chini, gesuita, missionario e geografo italiano (n. 1645)

### Aprile
- 11 aprile - Louis Carré, matematico francese (n. 1663)
- 14 aprile - Luigi, il Gran Delfino, nobile francese (n. 1661)
- 17 aprile - Giuseppe I d'Asburgo, imperatore (n. 1678)
- 29 aprile - Tolomeo III Saverio Gallio, VI duca di Alvito, nobile italiano (n. 1685)

### Maggio
- 2 maggio - Laurence Hyde, I conte di Rochester, politico e scrittore inglese (n. 1641)
- 10 maggio - Luigi di Lorena, principe (n. 1704)
- 26 maggio - Wriothesley Russell, II duca di Bedford, nobile britannico (n. 1680)
- 27 maggio - Francesco Alessandro di Nassau-Hadamar, nobile tedesco (n. 1674)
- 28 maggio - Joseph Andrault de Langeron, ammiraglio francese (n. 1649)

### Giugno
- 9 giugno - Alessandro Caprara, cardinale italiano (n. 1626)
- 9 giugno - Humbertus Guilielmus de Precipiano, arcivescovo cattolico francese (n. 1627)
- 16 giugno - Amalia di Curlandia, nobile (n. 1653)

### Luglio
- 6 luglio - James Douglas, II duca di Queensberry, politico scozzese (n. 1662)
- 14 luglio - Giovanni Guglielmo Friso d'Orange, principe (n. 1687)
- 15 luglio - John Holles, I duca di Newcastle-upon-Tyne, nobile e politico inglese (n. 1662)
- 21 luglio - Gérard de Lairesse, pittore, incisore e decoratore olandese (n. 1641)

### Agosto
- 22 agosto - Louis François de Boufflers, generale francese (n. 1644)
- 25 agosto - Edward Villiers, I conte di Jersey, nobile e politico inglese (n. 1656)
- 30 agosto - Pieter Spierinckx, pittore fiammingo (n. 1635)

### Settembre
- 3 settembre - Elisabeth Sophie Chéron, pittrice, poetessa e musicista francese (n. 1648)
- 17 settembre - Giovanni Maria Gabrielli, cardinale italiano (n. 1654)
- 19 settembre - Davide Cocco Palmieri, vescovo cattolico italiano (n. 1632)
- 21 settembre - Anna Augusta di Hohenlohe-Waldenburg-Schillingsfürst, principessa tedesca (n. 1675)
- 24 settembre - Paolo Maura, poeta italiano (n. 1638)
- 25 settembre - Johannes De Peyster, politico statunitense (n. 1666)
- 27 settembre - Kaikhosro di Cartalia, re (n. 1674)

### Ottobre
- 4 ottobre - Sayf bin Sultan, sovrano omanita
- 26 ottobre - Bonaventura da Potenza, presbitero italiano (n. 1651)
- 30 ottobre - Wilhelmus à Brakel, predicatore e teologo olandese (n. 1635)

### Novembre
- 3 novembre - Vitale Giordano, matematico italiano (n. 1633)
- 21 novembre - Giuseppe Galardi, fantino italiano (n. 1672)

### Dicembre
- 6 dicembre - Enrico Vialardi di Villanova, vescovo cattolico italiano (n. 1631)
- 7 dicembre - William Fermor, I barone Leominster, nobile e politico inglese (n. 1648)
- 19 dicembre - Filippo Guglielmo di Brandeburgo-Schwedt, nobile (n. 1669)

### Senza giorno specificato
- Neofito V di Costantinopoli, arcivescovo ortodosso greco
- Ryōnen Gensō, monaca buddista e artista giapponese (n. 1646)
- Philips van Almonde, ammiraglio olandese (n. 1644)
- Clemente Erminio Borgia, nobile italiano (n. 1640)
- Francesco Botti, pittore italiano (n. 1640)
- Sigismondo Calchi, nobile, politico e giurista italiano (n. 1626)
- Diego Dávila Mesía y Guzmán, generale e politico spagnolo
- John Lawson, esploratore, naturalista e scrittore britannico (n. 1674)
- Andrea Miglionico, pittore italiano (n. 1662)
- Pierre Mortier, disegnatore olandese (n. 1661)
- John Norris, filosofo britannico (n. 1657)
- Nicola Righetti, vescovo cattolico italiano (n. 1646)
- Peter Schenk, incisore, editore e cartografo olandese (n. 1660)
- Alessandro Tremignon, architetto italiano
- Girolamo Troppa, pittore italiano (n. 1636)
- Giovanni Francesco Venturini, incisore italiano (n. 1650)
- Domenico Maria Viani, pittore italiano (n. 1668)
- William Whetstone, ammiraglio inglese
- Çorlulu Damat Ali Pascià, politico ottomano

## Calendario
| Calendario 1711 | Calendario 1711 | Calendario 1711 | Calendario 1711 | Calendario 1711 | Calendario 1711 | Calendario 1711 | Calendario 1711 | Calendario 1711 | Calendario 1711 | Calendario 1711 | Calendario 1711 | Calendario 1711 | Calendario 1711 | Calendario 1711 | Calendario 1711 | Calendario 1711 | Calendario 1711 | Calendario 1711 | Calendario 1711 | Calendario 1711 | Calendario 1711 | Calendario 1711 | Calendario 1711 | Calendario 1711 | Calendario 1711 | Calendario 1711 | Calendario 1711 | Calendario 1711 | Calendario 1711 | Calendario 1711 | Calendario 1711 | Calendario 1711 |
| --------------- | --------------- | --------------- | --------------- | --------------- | --------------- | --------------- | --------------- | --------------- | --------------- | --------------- | --------------- | --------------- | --------------- | --------------- | --------------- | --------------- | --------------- | --------------- | --------------- | --------------- | --------------- | --------------- | --------------- | --------------- | --------------- | --------------- | --------------- | --------------- | --------------- | --------------- | --------------- | --------------- |
|                 | 1               | 2               | 3               | 4               | 5               | 6               | 7               | 8               | 9               | 10              | 11              | 12              | 13              | 14              | 15              | 16              | 17              | 18              | 19              | 20              | 21              | 22              | 23              | 24              | 25              | 26              | 27              | 28              | 29              | 30              | 31              |                 |
| Gennaio         | Gi              | Ve              | Sa              | Do              | Lu              | Ma              | Me              | Gi              | Ve              | Sa              | Do              | Lu              | Ma              | Me              | Gi              | Ve              | Sa              | Do              | Lu              | Ma              | Me              | Gi              | Ve              | Sa              | Do              | Lu              | Ma              | Me              | Gi              | Ve              | Sa              |                 |
| Febbraio        | Do              | Lu              | Ma              | Me              | Gi              | Ve              | Sa              | Do              | Lu              | Ma              | Me              | Gi              | Ve              | Sa              | Do              | Lu              | Ma              | Me              | Gi              | Ve              | Sa              | Do              | Lu              | Ma              | Me              | Gi              | Ve              | Sa              |                 |                 |                 |                 |
| Marzo           | Do              | Lu              | Ma              | Me              | Gi              | Ve              | Sa              | Do              | Lu              | Ma              | Me              | Gi              | Ve              | Sa              | Do              | Lu              | Ma              | Me              | Gi              | Ve              | Sa              | Do              | Lu              | Ma              | Me              | Gi              | Ve              | Sa              | Do              | Lu              | Ma              |                 |
| Aprile          | Me              | Gi              | Ve              | Sa              | Do              | Lu              | Ma              | Me              | Gi              | Ve              | Sa              | Do              | Lu              | Ma              | Me              | Gi              | Ve              | Sa              | Do              | Lu              | Ma              | Me              | Gi              | Ve              | Sa              | Do              | Lu              | Ma              | Me              | Gi              |                 |                 |
| Maggio          | Ve              | Sa              | Do              | Lu              | Ma              | Me              | Gi              | Ve              | Sa              | Do              | Lu              | Ma              | Me              | Gi              | Ve              | Sa              | Do              | Lu              | Ma              | Me              | Gi              | Ve              | Sa              | Do              | Lu              | Ma              | Me              | Gi              | Ve              | Sa              | Do              |                 |
| Giugno          | Lu              | Ma              | Me              | Gi              | Ve              | Sa              | Do              | Lu              | Ma              | Me              | Gi              | Ve              | Sa              | Do              | Lu              | Ma              | Me              | Gi              | Ve              | Sa              | Do              | Lu              | Ma              | Me              | Gi              | Ve              | Sa              | Do              | Lu              | Ma              |                 |                 |
| Luglio          | Me              | Gi              | Ve              | Sa              | Do              | Lu              | Ma              | Me              | Gi              | Ve              | Sa              | Do              | Lu              | Ma              | Me              | Gi              | Ve              | Sa              | Do              | Lu              | Ma              | Me              | Gi              | Ve              | Sa              | Do              | Lu              | Ma              | Me              | Gi              | Ve              |                 |
| Agosto          | Sa              | Do              | Lu              | Ma              | Me              | Gi              | Ve              | Sa              | Do              | Lu              | Ma              | Me              | Gi              | Ve              | Sa              | Do              | Lu              | Ma              | Me              | Gi              | Ve              | Sa              | Do              | Lu              | Ma              | Me              | Gi              | Ve              | Sa              | Do              | Lu              |                 |
| Settembre       | Ma              | Me              | Gi              | Ve              | Sa              | Do              | Lu              | Ma              | Me              | Gi              | Ve              | Sa              | Do              | Lu              | Ma              | Me              | Gi              | Ve              | Sa              | Do              | Lu              | Ma              | Me              | Gi              | Ve              | Sa              | Do              | Lu              | Ma              | Me              |                 |                 |
| Ottobre         | Gi              | Ve              | Sa              | Do              | Lu              | Ma              | Me              | Gi              | Ve              | Sa              | Do              | Lu              | Ma              | Me              | Gi              | Ve              | Sa              | Do              | Lu              | Ma              | Me              | Gi              | Ve              | Sa              | Do              | Lu              | Ma              | Me              | Gi              | Ve              | Sa              |                 |
| Novembre        | Do              | Lu              | Ma              | Me              | Gi              | Ve              | Sa              | Do              | Lu              | Ma              | Me              | Gi              | Ve              | Sa              | Do              | Lu              | Ma              | Me              | Gi              | Ve              | Sa              | Do              | Lu              | Ma              | Me              | Gi              | Ve              | Sa              | Do              | Lu              |                 |                 |
| Dicembre        | Ma              | Me              | Gi              | Ve              | Sa              | Do              | Lu              | Ma              | Me              | Gi              | Ve              | Sa              | Do              | Lu              | Ma              | Me              | Gi              | Ve              | Sa              | Do              | Lu              | Ma              | Me              | Gi              | Ve              | Sa              | Do              | Lu              | Ma              | Me              | Gi              |                 |